# 스파이크 존즈
스파이크 존즈(Spike Jonze, 1969년 10월 22일 ~ )은 미국의 영화 감독, 프로듀서, 영화 각본가이자 배우이다.

## 작품 목록
- 존 말코비치 되기 (1999)
- 어댑테이션 (2002)
- 괴물들이 사는 나라 (2009)
- 그녀 (2014)

## 배우 활동
- 쓰리 킹즈